# Droga (singel Dawida Kwiatkowskiego)
Droga – singiel polskiego piosenkarza Dawida Kwiatkowskiego z trzeciego albumu studyjnego "Element trzeci". Został wydany 5 listopada 2015 przez wytwórnię płytową My Music. Zapowiedź ukazała się 2 listopada 2015. Tekst napisali Dawid Kwiatkowski oraz Hanna Hołek, natomiast muzykę skomponowali Arkadiusz Kopera i Hanna Hołek. Nagrania zrealizowano w Black Kiss Records.

## Lista utworów i formaty singla
Opracowano na podstawie materiału źródłowego.
- Singiel cyfrowy

1. "Droga" – 3:27

## Teledysk
Teledysk został nagrany w ciągu pięciu dni w czterech krajach –  w Czechach, Austrii, Słowenii oraz Chorwacji. Całą relacje z nagrywania teledysku Dawid Kwiatkowski zaprezentował za pośrednictwem aplikacji Snapchat. Teledysk opowiada o ucieczce od tłoku, zamieszania i problemów życia codziennego.